# 1979
1979 (MCMLXXIX) je bilo navadno leto, ki se je po gregorijanskem koledarju začelo na ponedeljek.
Organizacija združenih narodov je 1979 razglasila za mednarodno leto otroka.

## Dogodki
- 1. januar – Ljudska republika Kitajska in Združene države Amerike vzpostavijo polne diplomatske stike.
- 7. januar – uporniki s podporo Vietnama oznanijo padec režima Rdečih Kmerov v Kambodži.
- 16. januar – iranski šah Mohamed Reza Pahlavi se po vse leto trajajočih protestih umakne iz države in poišče zatočišče v Egiptu.
- 7. februar – Pluton se premakne v notranjost Neptunovega tira prvič po odkritju obeh.
- 11. februar – ajatola Homeini prevzame oblast v Iranu.
- 17. februar–16. marec – kitajsko-vietnamska vojna: Ljudska republika Kitajska vdre v Vietnam v poskusu odvrniti državo od vmešavanja v Kambodži.
- 22. februar – Saint Lucia postene neodvisna država.
- 4. marec – fotografije sonde Voyager 1 razkrijejo obstoj Jupitrovih obročev.
- 8. marec – podjetje Philips predstavi prvo zgoščenko.
- 25. marec – končan je Columbia, prvi polno funkcionalen Nasin raketoplan, in prepeljan v Kennedyjevo vesoljsko središče za priprave na izstrelitev.
- 26. marec – egiptovski predsednik Anvar Sadat in izraelski premier Menahem Begin slavnostno podpišeta mirovni sporazum med državama v Washingtonu.
- 28. marec – v nesreči v jedrski elektrarni Otok treh milj v ZDA se delno stopi eden od reaktorjev.
- 31. marec – zadnji britanski vojak zapusti Malto.
- 1. april – Iran je v skladu z referendumsko odločitvijo uradno preoblikovan v islamsko republiko.
- 11. april – ugandski diktator Idi Amin pobegne pred tanzanijskimi silami, ki so vdrle v Kampalo.
- 15. april – hud potres z močjo 7,0 po Richterjevi lestvici strese obalne predele Črne gore in Albanije in opustoši mesto Budva.
- 1. maj – Grenlandija pridobi delno suverenost.
- 4. maj – Margaret Thatcher postane predsednica vlade Združenega kraljestva.
- 2. junij – papež Janez Pavel II. prispe na devetdnevni obisk v rodno Poljsko kot prvi papež, ki je obiskal komunistično državo.
- 18. junij – ameriški predsednik Jimmy Carter in generalni sekretar Komunistične partije Sovjetske zveze Leonid Brežnjev podpišeta kontroverzni sporazum SALT II za omejevanje jedrskega oboroževanja držav.
- 25. junij – vrhovni poveljnik zavezniških sil za Evropo Alexander Heig se izogne poskusu atentata, kasneje pripisanega Frakciji rdeče armade.
- 1. julij – na trg pride prvi Sonyjev walkman.
- 12. julij – Kiribati postanejo neodvisna država.
- 16. julij – Sadam Husein nasledi Ahmeda al-Bakra na položaju predsednika Iraka.
- 19. julij – Sandinistična narodna osvobodilna fronta strmoglavi nikaragovskega diktatorja Debaylea in prevzame oblast v državi.
- 1. september – ameriška sonda Pioneer 11 kot prvi izdelek človeških rok doseže Saturn.
- 27. oktober – Saint Vincent in Grenadine postane samostojna država.
- 9. november – Noradovi sistemi razglasijo lažni alarm o sovjetskem jedrskem napadu na ZDA.
- 9. december – uradno je razglašeno, da je iztrebljena bolezen črnih koz, prva nalezljiva bolezen, ki jo je človek povsem iztrebil.
- 24. december – prva izstrelitev evropske rakete Ariane.
- 27. december – sovjetske sile vkorakajo v Afganistan; začetek sovjetsko-afganistanske vojne.

## Rojstva
- 18. januar – Roberta Metsola, malteška političarka in pravnica
- 22. januar – Hajdi Korošec, slovenska pevka in podjetnica
- 16. februar – Valentino Rossi, italijanski motociklistični dirkač
- 21. februar – Jennifer Love Hewitt, ameriška igralka in pevka
- 28. februar – Primož Peterka, slovenski smučarski skakalec
- 4. april – Heath Ledger, avstralski filmski igralec († 2008)
- 21. april – James McAvoy, škotski igralec
- 13. maj – Princ Karl Filip, vojvoda Värmlandski
- 5. junij – Amélie Mauresmo, francoska tenisačica
- 12. junij – Diego Milito, argentinski nogometaš
- 15. junij – Boštjan Koritnik, slovenski pravnik in politik
- 26. junij – Rok Flander, slovenski deskar na snegu
- 8. september – 
  - Peter Leko, madžarski šahist
  - Pink, ameriška pevka
- 11. september – David Pizarro, čilenski nogometaš
- 30. september – Primož Kozmus, slovenski metalec kladiva
- 17. oktober – Kimi Räikkönen, finski dirkač
- 30. oktober – 
  - Suzana Lep Šimenko, slovenska ekonomistka in političarka
  - Xavier Espot Zamora, andorski politik
- 23. november – Ivica Kostelić, hrvaški alpski smučar
- 14. december – Michael Owen, angleški nogometaš
- 22. december – Petra Majdič, slovenska smučarska tekačica

## Smrti
- 26. januar – Nelson Rockefeller, ameriški poslovnež in politik (* 1908)
- 2. februar – Sid Vicious, angleški punk rock glasbenik (* 1957)
- 9. februar – Dennis Gabor, madžarski fizik, nobelovec (* 1900)
- 10. februar – Edvard Kardelj, slovenski politik (* 1910)
- 25. februar – Heinrich Focke, nemški letalski pionir in konstruktor (* 1890)
- 7. februar – Josef Mengele, nemški nacistični zdravnik (* 1911)
- 4. april – Zulfikar Ali Buto, pakistanski politik (* 1928)
- 2. maj – Giulio Natta, italijanski kemik, nobelovec (* 1903)
- 10. maj – Ida Kravanja, slovenska filmska igralka (* 1907)
- 1. junij – Werner Forßmann‎, nemški zdravnik, nobelovec (* 1904)
- 9. junij – Cyclone Taylor, kanadski hokejist (* 1884)
- 11. junij – John Wayne, ameriški filmski igralec (* 1907)
- 8. julij –
  - Šiničiro Tomonaga, japonski fizik, nobelovec (* 1906)
  - Robert Burns Woodward, ameriški kemik, nobelovec (* 1917)
- 29. julij – Herbert Marcuse, nemško-ameriški sociolog in filozof (* 1898)
- 11. avgust – Georgij Vasiljevič Florovski, ruski teolog (* 1893)
- 27. avgust – Louis Mountbatten, britanski admiral, podkralj Indije (* 1900)
- 20. september – Ludvík Svoboda, češki politik (* 1895)
- 26. oktober – Park Čung He, južnokorejski politik (* 1917)
- 12. november – Mihail Josifovič Gurevič, ruski letalski konstruktor (* 1893)
- 17. november – Imanuel Velikovski, ruski psihiater (* 1895)
- 23. december – Peggy Guggenheim, ameriška zbiralka umetnin (* 1898)

## Nobelove nagrade
- Fizika: Sheldon Lee Glashow, Abdus Salam, Steven Weinberg
- Kemija: Herbert C. Brown, Georg Wittig
- Fiziologija ali medicina: Allan M. Cormack, Godfrey N. Hounsfield
- Književnost: Odysseas Elytis
- Mir: Mati Tereza
- Ekonomija: Theodore Schultz, Arthur Lewis